# Flavio Costantini
Flavio Costantini (Roma, 1926) é um artista, poeta, escritor e historiador anarquista nascido na Itália que se dedicou a apresentar a história da anarquia através de sua extensa obra artística e literária. Flavio Costantini nasceu em Roma em 1926, e começou a desenhar se inspirando na literatura, principalmente nos livros de Kafka, cuja influência intrincada das letras seguiriam Costantini por toda a vida.

## Primeiras décadas
Somente depois de sair da Marinha italiana em 1955 é que Costantini passa a pensar na arte nos termos de uma carreira. Fazendo trabalhos gráficos em tecidos e ganha a vida como designer comercial. Fascinado por estruturas, Costantini muda-se para Gênova onde encontra inspiração para suas peças.

## Abandonando o comunismo
Nos anos entre 1960 e a metade da década de 1970 uma onda de anseios democráticos toma a Europa. Costantini que havia sido comunista até 1962, depois de visitar Moscou durante um mês reconsidera suas posições políticas.
Em moscou eu vi uma rua sem saída para turistas caminhantes que eram estranhamente sileciosos, nem tristes, nem felizes, mas compenetrados em uma peregrinação inconsciente e desencantada... a revolução terminou... em prédios verticais esquálidos de Nova York ou nos igualmente esquálidos prédios horizontais de Moscou, indo para além das lânguidas reminecências da velha Europa, isso foi talvez uma alternativa, uma voz insistente mas isolada, uma antiga Utopía que, no entanto, nada tinha em comum com as as imagens de Fabian sobre as idéias de H.G. Wells. Desde então (1963), eu tentei ampliar o escopo das minhas possibilidades, publicizando esta alternativa descompromissada.

## A anarquia de Serge
É nessa mesma ocasião Flavio Costantini relê as memórias do anarquista revolucionário Victor Serge, suas descrições sobre o período heróico do ativo anarquismo francês do final do século XIX. As descrições de Serge trazem um novo impulso a obra de Costantini que agora adotaria a temática social e os momentos marcos do final do século XIX como temática para as próximas duas décadas. Sentiu como Serge que, mesmo cheios de confusões e contradições, os anarquistas daquele período em seu contexto de miséria e super-exploração de classe, foram os primeiros a exigir antes de qualquer coisa, harmonia necessária entre as palavras e as ações. Seu combate a alienação era o constante chamado a ação.
É durante essas duas décadas que Costantini passa a se denominar um anarquista, seu trabalho é uma documentação deste período dramático. Tem contato com os escritos de Bakunin e se identifica com a proposta de constituição de uma sociedade livre baseada em princípios de justiça social:
É o triunfo da humanidade, é a conquista e o alcance da liberdade completa e desenvolvimento completo, material, intelectual e moral, para cada pessoa, pela liberdade absoluta e organização espontânea da solidariedade econômica e social como uma possibilidade completa entre todos os seres humanos que vivem sobre a terra.— Bakunin